# Dryopteris transmorrisonense
Dryopteris transmorrisonense är en träjonväxtart som först beskrevs av Bunzo Hayata, och fick sitt nu gällande namn av Bunzo Hayata. Dryopteris transmorrisonense ingår i släktet Dryopteris och familjen Dryopteridaceae. Inga underarter finns listade.